# Gare de Domblans - Voiteur
La gare de Domblans - Voiteur est une gare ferroviaire française de la ligne de Mouchard à Bourg-en-Bresse, située sur le territoire de la commune de Domblans, à proximité de Voiteur, dans le département du Jura, en région Bourgogne-Franche-Comté.

## Situation ferroviaire
Établie à 254 mètres d'altitude, la gare de Domblans - Voiteur est située au point kilométrique (PK) 428,500 de la ligne de Mouchard à Bourg-en-Bresse, entre les gares ouvertes de Saint-Lothain et de Lons-le-Saunier. Elle est respectivement séparée de ces deux gares par les celles aujourd'hui fermées de Passenans et de Montain - Lavigny.

### Accueil

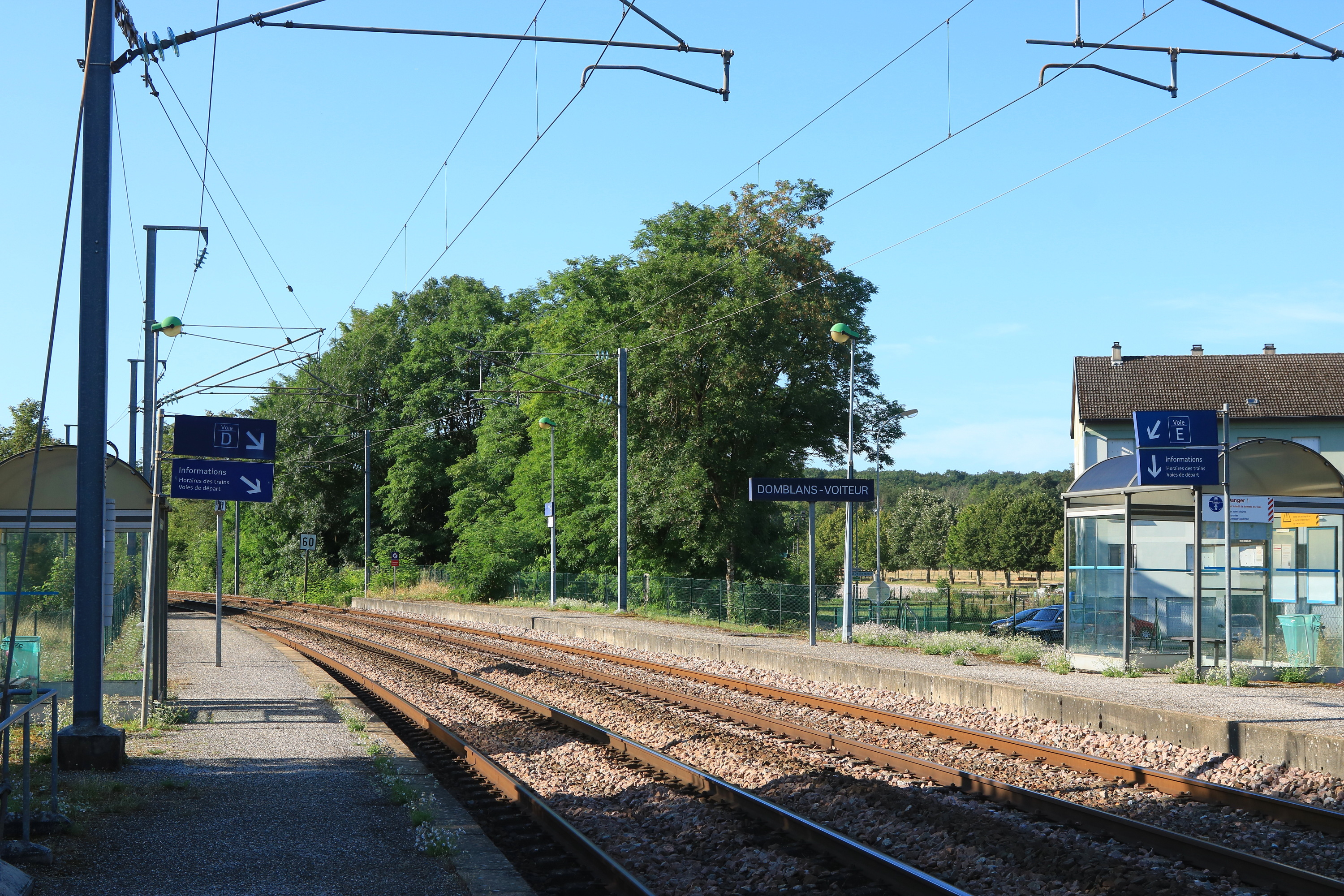
Quais et voies, vus en direction de Lons-le-Saunier.

## Service des voyageurs

### Desserte
Elle est desservie par des trains TER Bourgogne-Franche-Comté, circulant entre ligne de Besançon-Viotte et Lons-le-Saunier. De nombreux trains sont prolongés au-delà de Besançon, vers Belfort, et au-delà de Lons-le-Saunier, vers Bourg-en-Bresse.